# City of Hurstville
City of Hurstville – jeden z 38 samorządów lokalnych wchodzących w skład aglomeracji Sydney, największego zespołu miejskiego Australii. Formalnie stanowi niezależne miasto, położone na południe od ścisłego centrum Sydney. Liczy 73 725 mieszkańców (2006) i zajmuje powierzchnię 23 km².
Władzę ustawodawczą stanowi rada miasta, licząca dwunastu członków wybieranych w trzech czteromandatowych okręgach wyborczych z zastosowaniem ordynacji proporcjonalnej. Radni wybierają spośród siebie burmistrza, który kieruje egzekutywą.

## Geograficzny podział City of Hurstville
| - Beverly Hills - Hurstville - Kingsgrove - Lugarno - Mortdale - Narwee | - Oatley - Peakhurst - Peakhurst Heights - Penshurst - Riverwood |

## Galeria

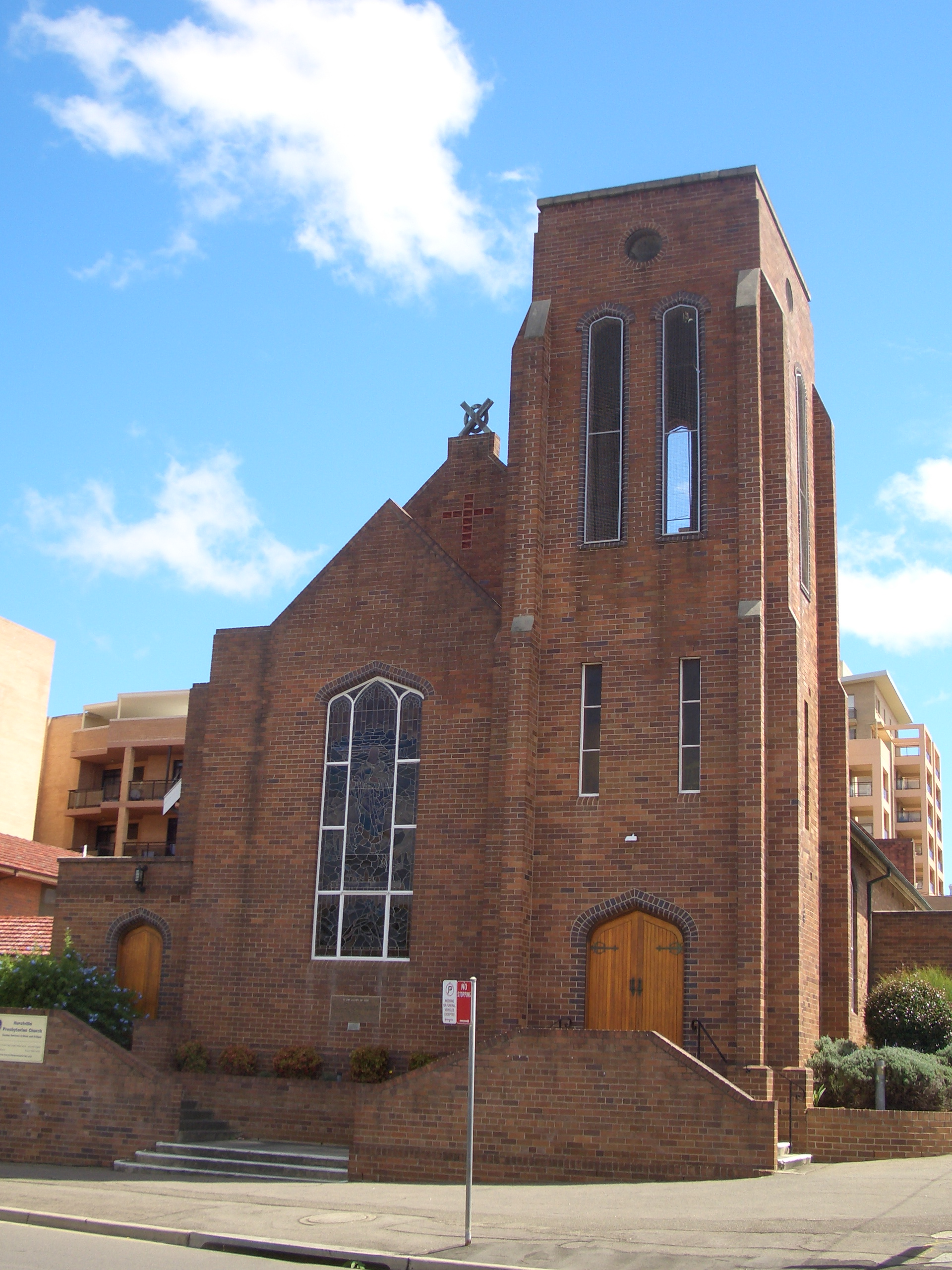
Kościół prezbiteriański
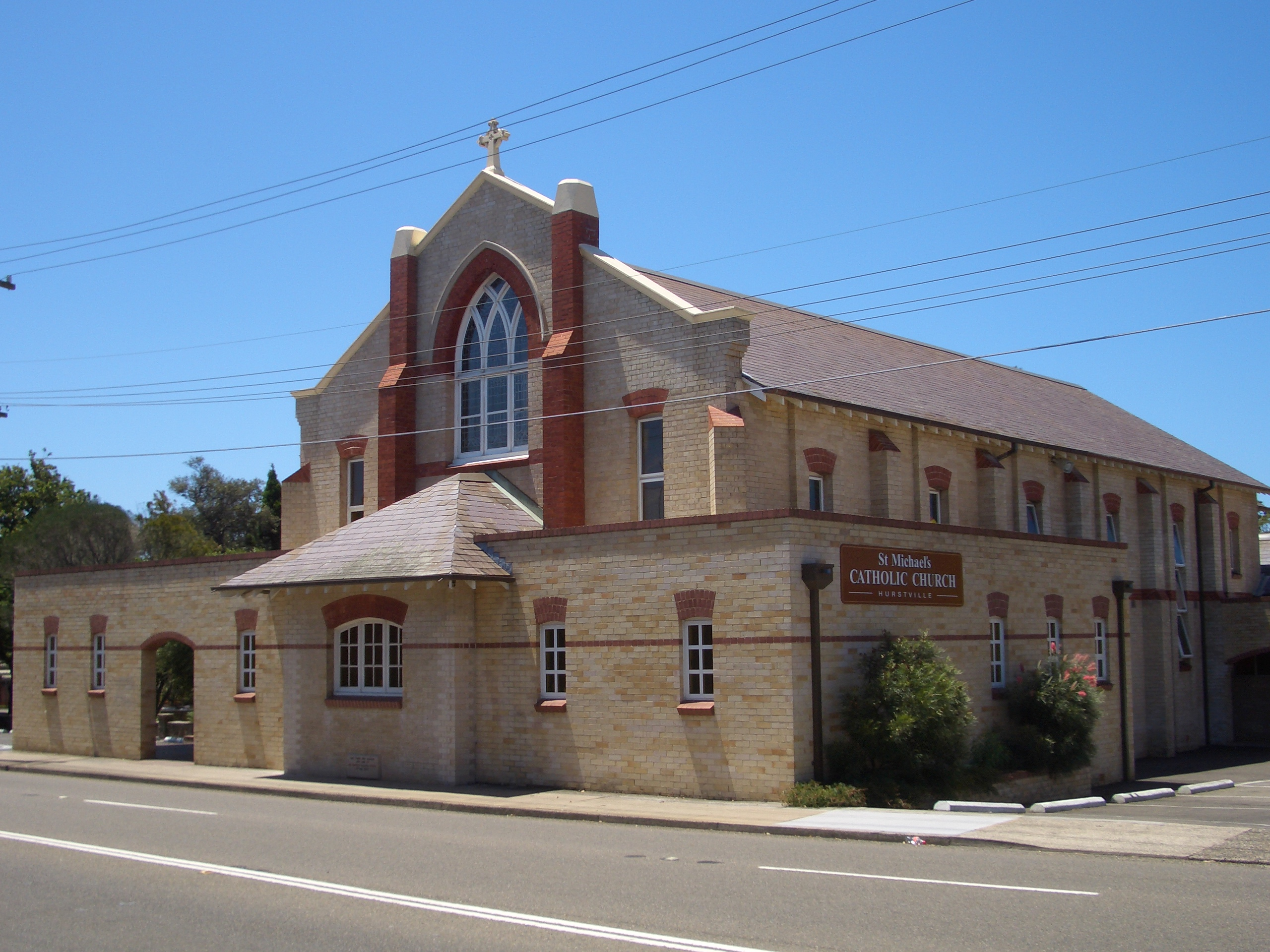
Katolicki kościół św. Michała
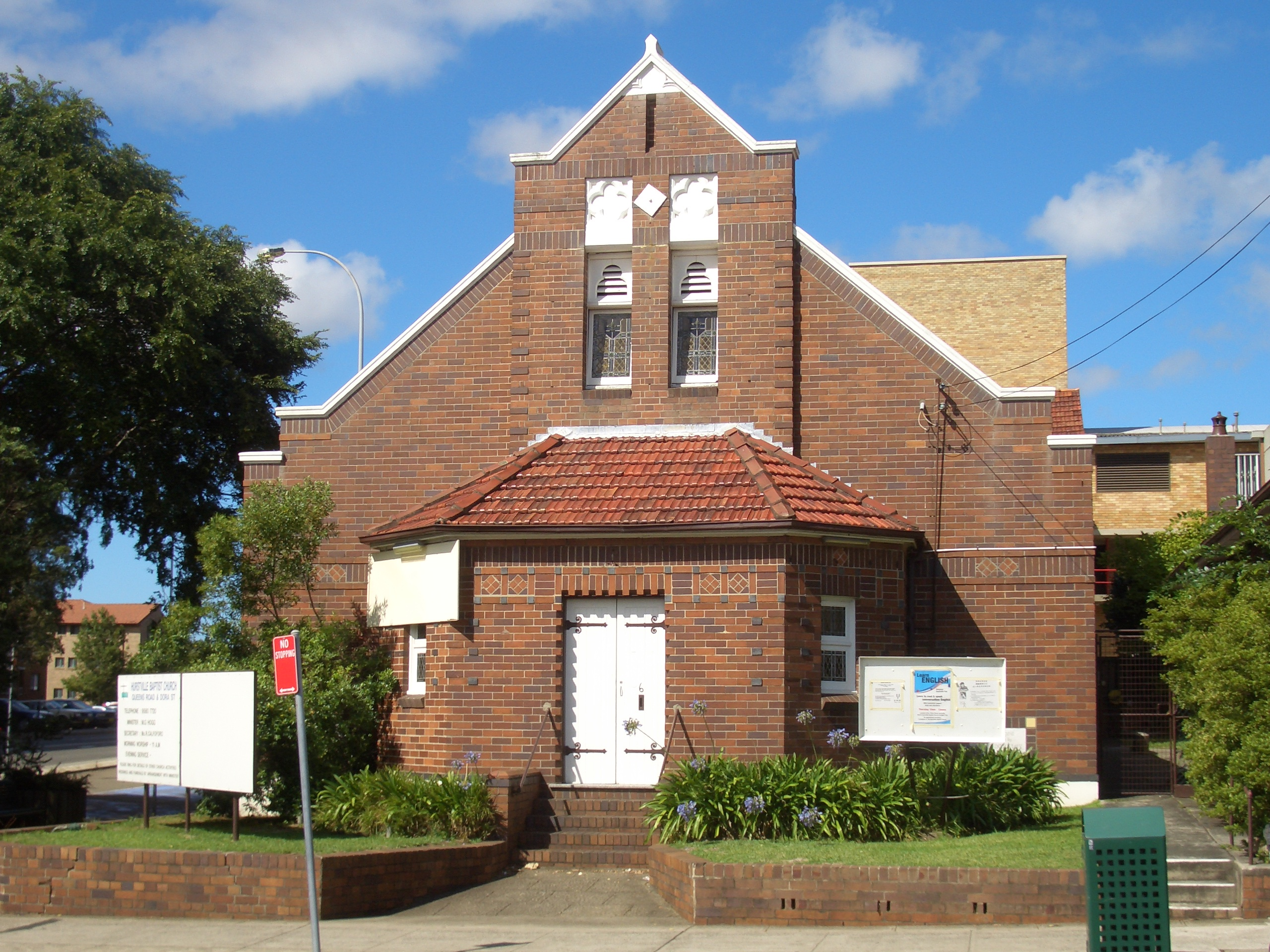
Kościół baptystów